# Castèlnau de Montratièr
Castèlnau de Montratièr (en francès Castelnau-Montratier) és un municipi francès situat al departament de l'Òlt i a la regió d'Occitània.

## Demografia
| 1962                                       | 1968  | 1975  | 1982  | 1990  | 1999  | 2007  |
| ------------------------------------------ | ----- | ----- | ----- | ----- | ----- | ----- |
| 1.873                                      | 1.922 | 1.786 | 1.782 | 1.820 | 1.844 | 1.873 |
| Des de 1962: població sense dobles comptes |       |       |       |       |       |       |

## Administració
| Període   | Identitat                | Partit |
| --------- | ------------------------ | ------ |
| 1947-1954 | Joseph Guillaume Verdier |        |
| 1954-1981 | Emile Vaysse             | MRG    |
| 1981-2001 | André Valmary            |        |
| 2001-2008 | Danièle Fourniols        | UMP    |
| 2008-     | Patrick Gardes           |        |